# 슬로바키아의 정당
슬로바키아의 정당 목록이다. 현재 슬로바키아의 경우 다당제로 운영하고 있으며, 1999년에 설립된 방향-사회민주주의와 2009년에 설립된 자유와 단결이 있다. 그러나 최근에는 국민정당 우리의 슬로바키아라는 극우 민족주의 정당이 집권하기 시작했다.

## 주요 정당
- 방향-사회민주주의 - 사회민주주의 정당
- 자유와 단결 - 자유주의 정당
- 평범한 사람과 독립적인 인격 - 기독교민주주의, 사회보수주의 정당
- 슬로바키아 국민당 - 국민보수주의 정당
- 모스트-히드 - 자유주의, 보수주의 정당
- 국민정당 우리의 슬로바키아  - 우익대중주의, 반세계화, 제3의길, 민족주의 정당
- 우리는 가족 - 보수주의, 대중주의 정당
- 시에티 - 중도주의, 사회보수주의 정당
- 기독교민주운동 - 기독교민주주의, 사회보수주의 정당
- 슬로바키아 민주기독교연합-민주당 - 기독교민주주의, 자유주의, 경제자유주의 정당
- 노바 - 기독교민주주의, 자유보수주의 정당
- 헝가리 공동체당 - 기독교민주주의, 보수주의, 헝가리계 소수 민족 정치 정당